# Escolas Que Se Abraçam
Escolas Que Se Abraçam é um programa internacional multilateral pedagógico de intercâmbio cultural entre alunos de escolas de países lusofônicos, que aprofunda laços de comunicação através da leitura, da escrita e da partilha.

## Descrição
O programa abrange comunidades escolares dos países participantes: Brasil, Portugal, Moçambique, Angola e Guiné-Bissau. Através da troca de cartas entre os estudantes e da produção de conteúdo em sala de aula, tendo como fio condutor desse intercâmbio a Língua Portuguesa, o projeto visa promover a leitura e a escrita nessas comunidades, tendo como foco as escolas públicas. Além de ter se expandido internacionalmente, o programa também fincou novas raízes no Brasil, aumentando sua rede de escolas e regiões.
A iniciativa começou em 2019, idealizada pela Secretaria Municipal de Educação de Conceição do Mato Dentro junto ao município de Óbidos produziu o primeiro livro da coleção Escolas que se Abraçam: Cartas de Lá e de Cá.Naquele momento, os alunos mineiros trocaram cartas com estudantes de Óbidos, Portugal.
Atualmente o projeto conta com a coordenação dos escritores e educadores José Santos, Selma Maria e Alexandre de Sousa.

### Cartas de Lá e Cá (2019)
É o primeiro livro da coleção Escolas que se Abraçam, em que estudantes do interior de Minas Gerais do município de Conceição do Mato Dentro, trocam cartas com crianças de Óbidos, Portugal.

### Escolas que se Abraçam (2021)
Este livro traz um olhar único sobre a pandemia de Covid-19 e todos os desafios trazidos com ela. Isso porque quem conta suas experiências, sentimentos e pensamentos durante o período são as crianças. Por meio de textos poéticos, fotos e desenhos, crianças de Conceição do Mato Dentro (MG – Brasil) e de sete municípios portugueses refletem e contam sobre suas vidas e sobre como enfrentaram esse momento tão complexo.

### Diálogos entre Oceanos (2022)
Em terceira edição, o projeto Escolas que se Abraçam traz nesta publicação conteúdos desenvolvidos por estudantes de muitos cantos do mundo: de Conceição do Mato Dentro, no Brasil, de Cacuaco, Luanda e Moçâmedes em Angola e de Maputo e Homoíne, em Moçambique. Por meio de pequenos textos e de imagens, você conhecerá mais sobre a cultura, a rotina e vida nesses lugares – e tudo isso pela voz, ou melhor, pela escrita de crianças.

### Pontes de Afeto (2023)
O quarto livro do projeto Escola que se abraçam. Para produção de seu conteúdo, participaram escolas públicas de Conceição do Mato Dentro (MG) e Santos (SP), no Brasil e escolas de Óbidos, Braga e Caldas da Rainha, em Portugal. O livro traz, de maneira lúdica e poética, um pouco da vida e do modo de ver o mundo das crianças desses dois países lusófonos.

## Intercâmbios
O programa conta também, com intercâmbios entre os municípios participantes. Em 2022, doze alunos e cinco educadores de Conceição visitaram Óbidos e as suas escolas. Em 2023, uma delegação de alunos e professores de Óbidos visitou Conceição do Mato Dentro, em Minas Gerais, para conhecer mais sobre a cultura, educação e dia a dia do município.